# Campionati mondiali giovanili di nuoto sincronizzato 2018
I XVI Campionati mondiali giovanili di nuoto sincronizzato si sono svolti in Ungheria dal 18 al 22 luglio 2018. Le sedi di gara sono state a Budapest.

## Medagliere
| Posiz. | Nazione  | Oro | Argento | Bronzo | Totale |
| ------ | -------- | --- | ------- | ------ | ------ |
| 1      | Russia   | 9   | 0       | 0      | 9      |
| 2      | Ucraina  | 0   | 7       | 0      | 7      |
| 3      | Cina     | 0   | 2       | 1      | 3      |
| 4      | Giappone | 0   | 0       | 8      | 8      |
| Totale | Totale   | 9   | 9       | 9      | 21     |

## Risultati

### Femminile
| Evento           | Oro               | Argento       | Bronzo        |
| Singolo libero   | Varvara Subbotina | Marta Fiedina | Mana Fujiwara |
| Singolo tecnico  | Varvara Subbotina | Marta Fiedina | Mana Fujiwara |
| Duo libero       | Russia            | Ucraina       | Giappone      |
| Duo tecnico      | Russia            | Ucraina       | Cina          |
| Squadra libero   | Russia            | Ucraina       | Giappone      |
| Squadra tecnico  | Russia            | Ucraina       | Giappone      |
| Libero combinato | Russia            | Ucraina       | Giappone      |

### Misto
| Evento      | Oro    | Argento | Bronzo   |
| Duo libero  | Russia | Cina    | Giappone |
| Duo tecnico | Russia | Cina    | Giappone |